# Halictus chalybaeus
Halictus chalybaeus är en biart som beskrevs av Heinrich Friese 1910. Halictus chalybaeus ingår i släktet bandbin, och familjen vägbin. Inga underarter finns listade i Catalogue of Life.